# Gare de Grande-Synthe
La gare de Grande-Synthe est une gare ferroviaire française de la ligne de Coudekerque-Branche aux Fontinettes, située sur le territoire de la commune de Grande-Synthe dans le département du Nord, en région Hauts-de-France. 
C'est une halte voyageurs de la Société nationale des chemins de fer français (SNCF), desservie par des trains TER Hauts-de-France.

## Situation ferroviaire
Établie à 5 mètres d'altitude, la gare de Grande-Synthe est située au point kilométrique (PK) 6,608 de la ligne de Coudekerque-Branche aux Fontinettes entre les gares ouvertes de Coudekerque-Branche et de Bourbourg.

## Service des voyageurs

### Accueil
Halte SNCF, c'est un point d'arrêt non géré (PANG) à accès libre.
Une passerelle permet la traversée des voies et le passage d'un quai à l'autre.

### Desserte
Grande-Synthe est desservie par des trains TER Hauts-de-France qui effectuent des missions entre les gares de Dunkerque et de Calais-Ville. Il est prévu de réhabiliter les abords de la gare à la suite de la rénovation de la ligne.

### Intermodalité
Le stationnement des véhicules est possible à proximité de la halte. Un arrêt du réseau de DK'Bus desservi par la ligne 18 se trouve à proximité.